# Giovanni Paramithiotti
Giovanni Paramithiotti (Venezia, 12 marzo ... – Milano, 11 marzo 1943) è stato un dirigente sportivo italiano.
Egli fu tra i fondatori e primo presidente della società calcistica dell’Internazionale Milano (1908-1909).

## Biografia
Giovanni era un industriale nato a Venezia ed apparteneva ad una ricca famiglia di origine albanese ciamuriota, migrata in Veneto durante la serenissima dalla città di Paramithia , fu tra i fondatori dell'Internazionale nel 1908, risultando eletto come primo presidente del nuovo club calcistico. 
Non era particolarmente gradito all'ambiente per via della sua fama di menagramo, fama che lo costringeva a non presentarsi allo stadio. Una volta assistette a una partita con barba e baffi finti, ponendo fine alla sua cattiva nomea grazie alla vittoria della sua Inter.

Nel 1909 lascerà la presidenza a Ettore Strauss, assecondando il volere della maggioranza svizzera dei soci del Football Club Internazionale Milano.

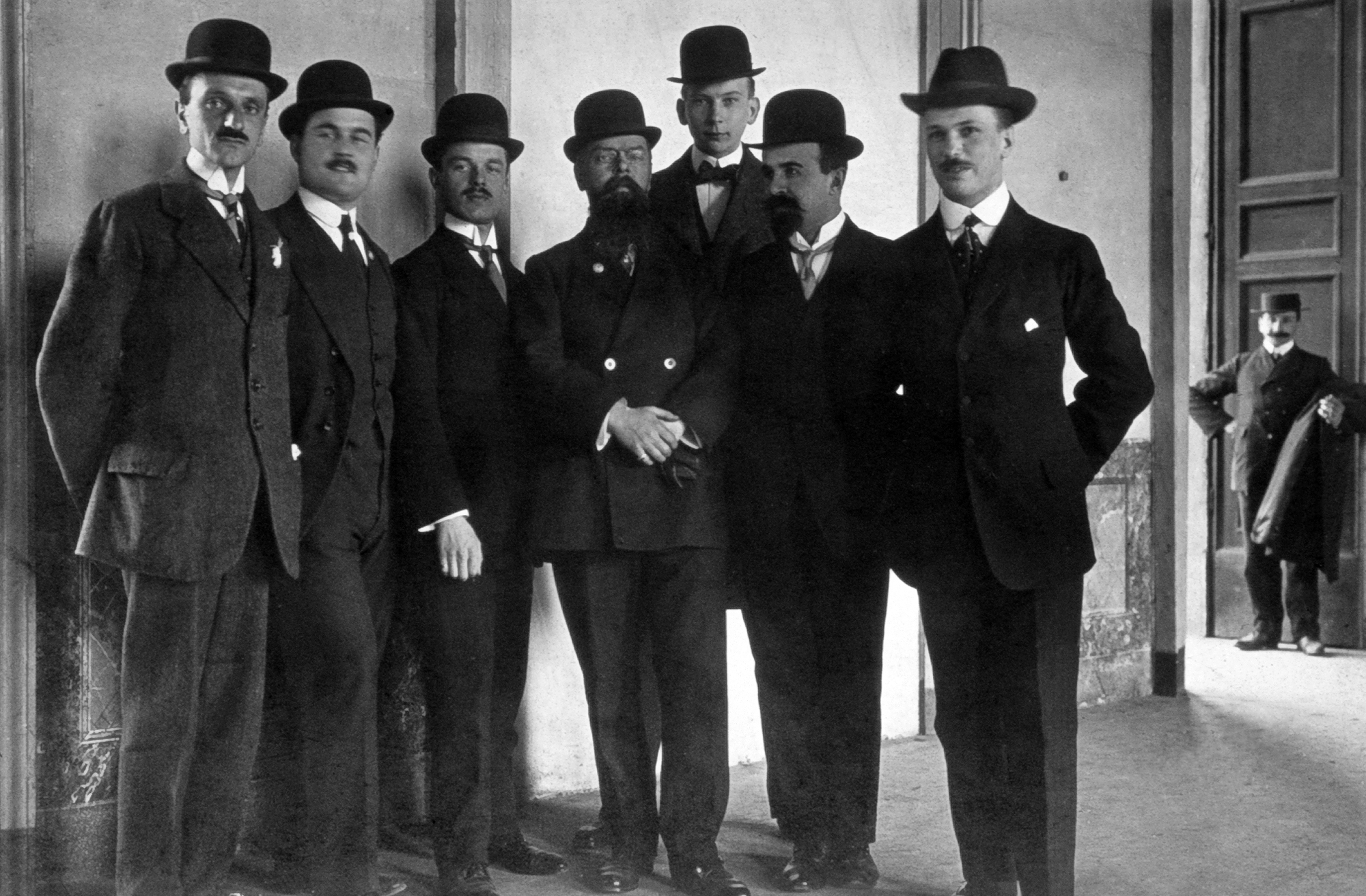
Paramithiotti posa nel 1912 con alcuni fondatori e dirigenti dell'Inter (da sinistra: Paramithiotti (Pres.), Muggiani, Hugo Rietmann, Hirzel, Bach, Ansbacher, Glockner e sul portone a destra Hans Rietmann).